# Nakasendō

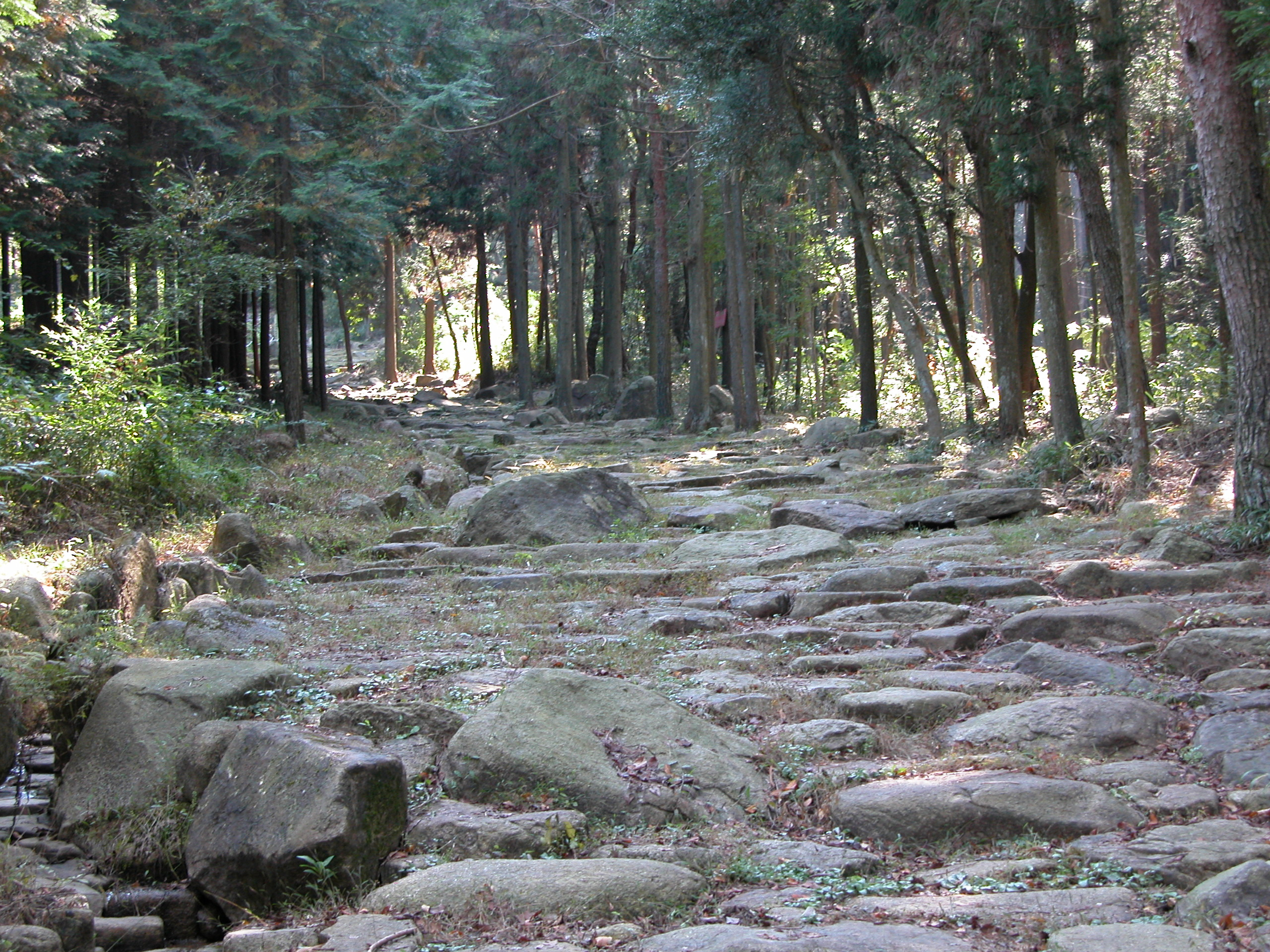
Basolato (ishidatami) originale della Nakasendō

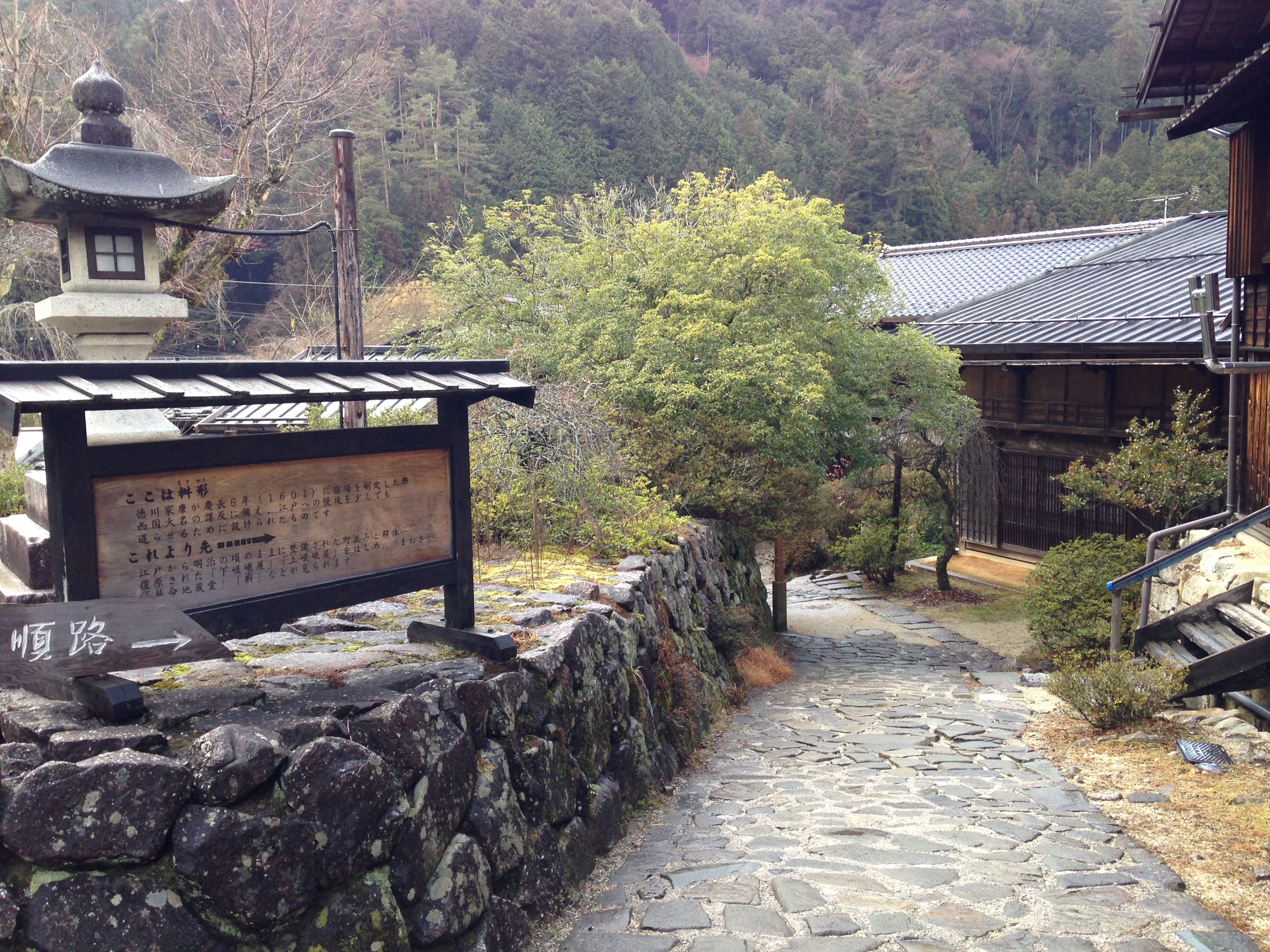
Villaggio di Tsumago-juku

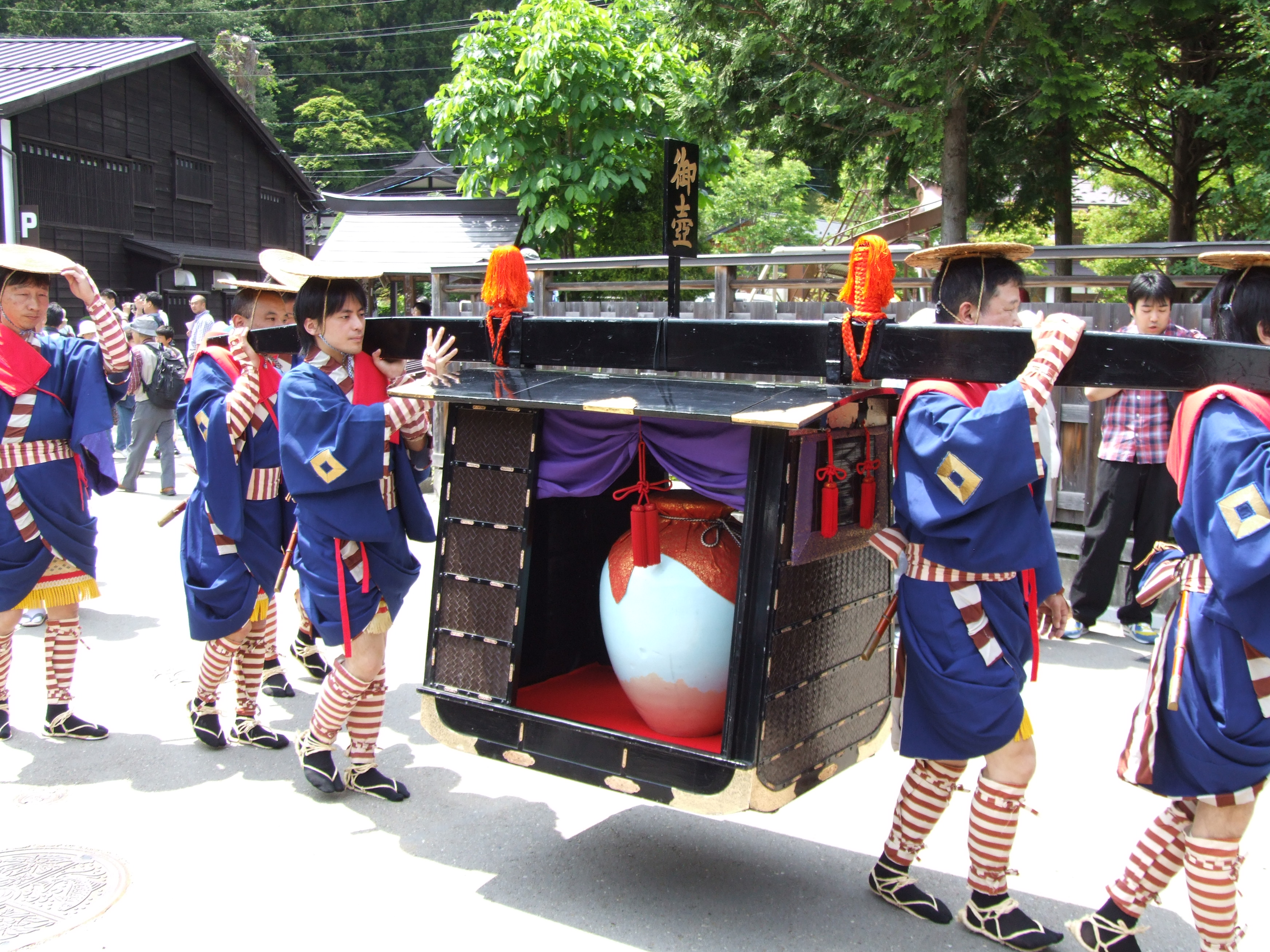
Rappresentazione di un trasporto su lettiga a Narai-juku

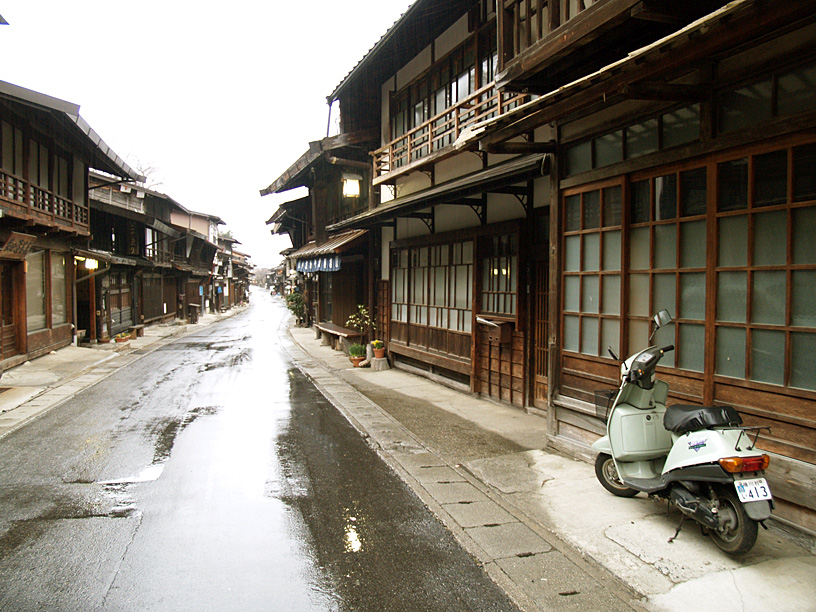
Narai-juku

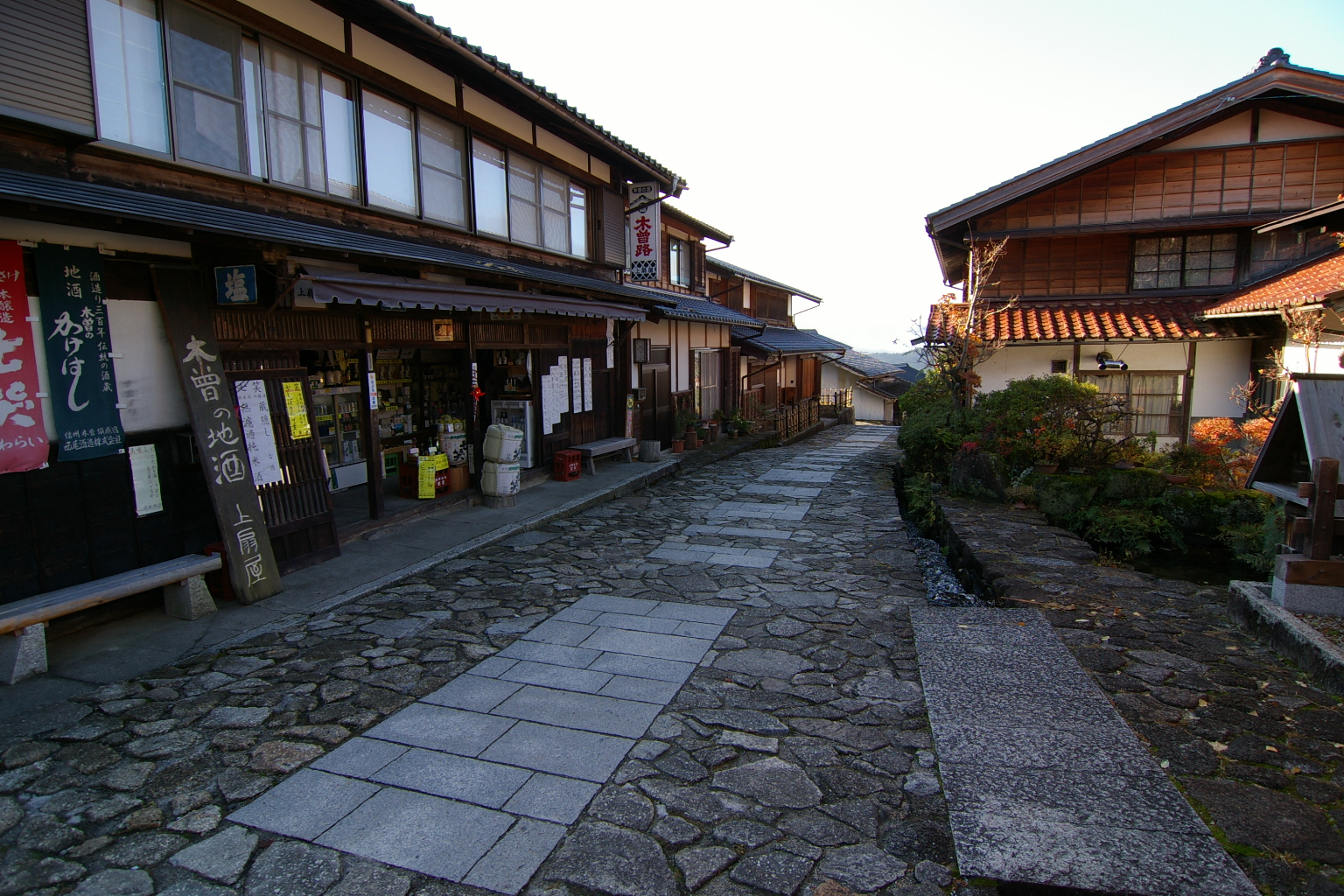
Magome-juku

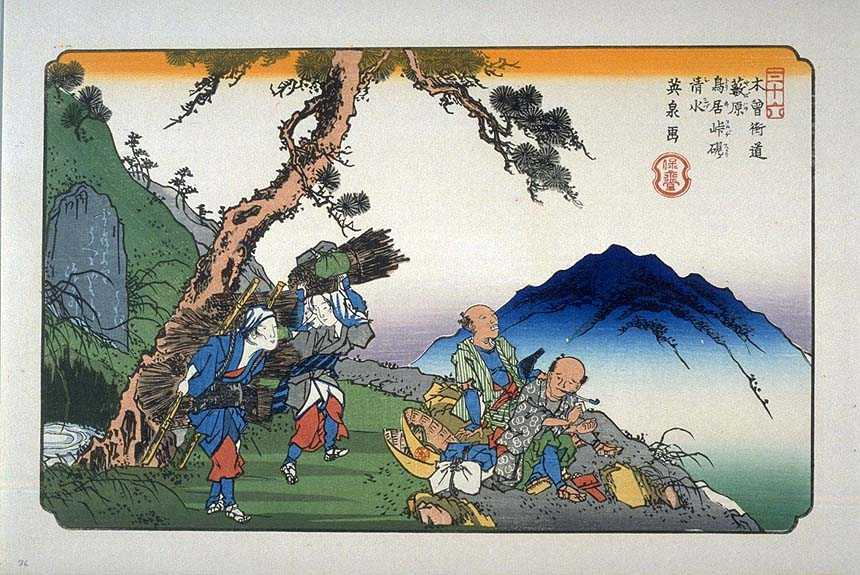
Stampa di Utagawa Kuniyoshi raffigurante Yabuhara-juku, una delle Sessantanove stazioni lungo il Kisokaidō

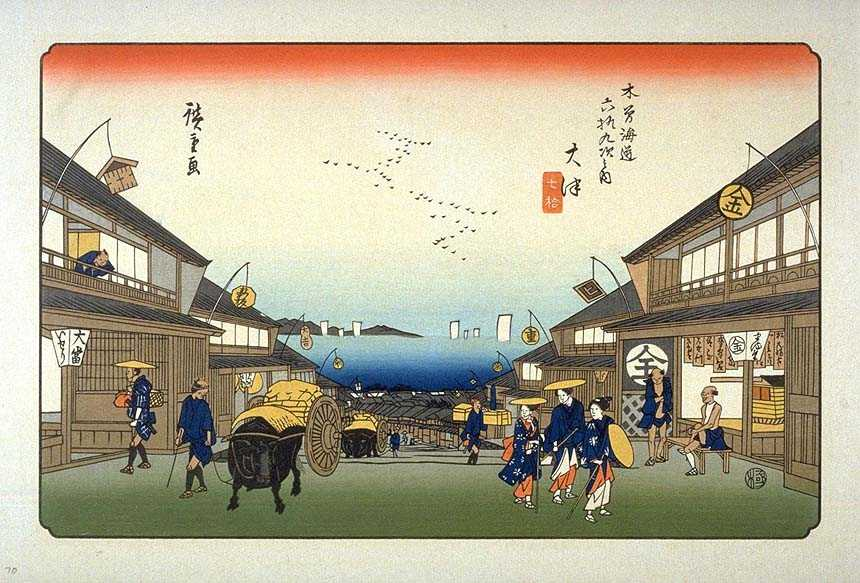
Utagawa Kuniyoshi, Ōtsu

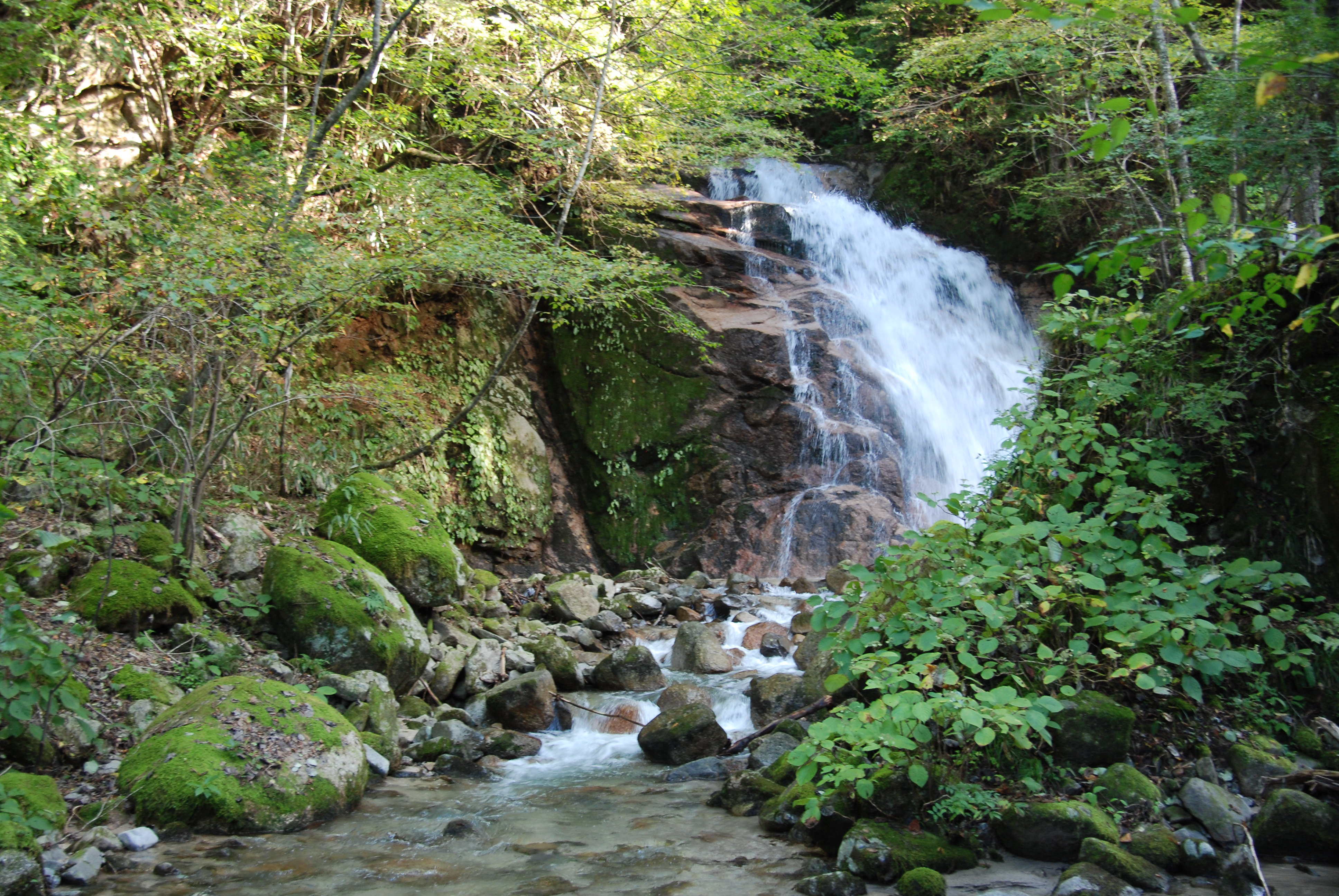
Cascata di Odaki tra Tsumago-juku e Magome-juku

La Nakasendō (中山道? letteralmente: strada centrale di montagna) era una delle cinque strade principali (五街道?, Gokaidō) del Giappone che partivano dalla sede dello shōgun, Edo, nel periodo Tokugawa tra il 1600 e il 1868. Collegava Edo, l'odierna Tokyo, con la capitale e sede imperiale Kyoto attraverso il sistema montuoso centrale delle Alpi giapponesi. Era un'alternativa alla Tōkaidō, un'altra delle cinque strade principali, che invece collegava Edo e Kyoto lungo la costa orientale sull'Oceano Pacifico. Buona parte della Nakasendō si trovava lungo la valle del fiume Kiso, sovrastata dai Monti Kiso, ed era chiamata anche Kisokaidō (木曾街道? letteralmente: strada di Kiso).

## Strade precedenti
Verso l'inizio del VII secolo, in una parte dell'area in cui sarebbe stata costruita la Nakasendō fu sviluppato un collegamento tra la regione del Kinai, l'odierno Kansai, dove si succedettero le varie capitali del Giappone del periodo Asuka (550-700), con la regione montuosa nord-orientale di Tōsandō, che divenne parte del sistema gokishichidō (letteralmente: cinque province e sette strade/circuiti), comprendente le unità amministrative istituite in quel periodo e in vigore fino al periodo Muromachi (1336-1573).
Nel periodo Sengoku, le cui lunghe guerre civili sconvolsero il Giappone tra il XV e il XVII secolo, la regione di Tōsandō era controllata dai clan dei Takeda nella provincia di Kai, degli Ogasawara nella provincia di Shinano, dei Kanamori nella provincia di Hida e degli Oda nella provincia di Mino. Fu costruito un sistema di strade per collegare la regione di Tōsandō e la regione di Tōkai, permettendo anche il collegamento tra le truppe dei Takeda e degli Oda. Su questo sistema di strade si sarebbe basato lo sviluppo del sistema autostradale moderno dell'isola di Honshū.
Con l'instaurazione dello shogunato Tokugawa, che pose fine alle guerre civili e riunificò il Paese sotto la propria dittatura, nei primi anni del Seicento, vi furono grandi cambiamenti nella società giapponese. Uno di questi fu la ristrutturazione del sistema stradale con l'istituzione delle cinque strade del Gokaidō che si diramavano da Edo per gli spostamenti ufficiali dello shōgun, del suo apparato militare e amministrativo e dei daimyō. In questo modo i Tokugawa, che si insediarono a Edo in quegli anni, poterono esercitare un maggiore controllo sui subalterni.
Il sistema di controllo più rigido era il sankin kōtai (参勤交代? letteralmente: presenza alternata), che a partire dal 1635 obbligava ogni daimyō a costruire una casa (yashiki) a Edo e ad abitarvi ad anni alterni, mentre i suoi familiari dovevano abitare stabilmente nella capitale; in tal modo lo shōgun si garantiva la fedeltà del daimyō. La legge richiedeva inoltre che nel viaggio dai propri possedimenti fino a Edo ciascun daimyō portasse con sé tutti i propri subalterni. Le spese del viaggio e della permanenza a Edo incidevano pesantemente sulle finanze dei daimyō, che avevano quindi maggiori difficoltà a finanziare un'eventuale rivolta. Lungo le cinque strade del Gokaidō si formavano quindi lunghe processioni di gente che vi trovava vitto e alloggio.

## Descrizione
Tra le strade che furono adeguate e incluse nella Nakasendō vi fu la Kisoji, che attraversava undici villaggi e cittadine lungo la valle del fiume Kiso. In precedenza era chiamata Sandō (山道? letteralmente: strada di montagna) ed era parte della Tōsandō. La ristrutturata strada che univa Edo e Kyoto fu ribattezzata Nakasendō ed era scritta nei documenti sia con i kanji 中山道 che 中仙道, fu solo a partire dal 1716 che la grafia ufficiale divenne 中山道. Partendo da Edo, la strada attraversava le antiche province di Musashi, Kōzuke, Shinano, Mino e Ōmi prima di arrivare a Kyoto, nei territori delle odierne prefetture di Saitama, Gunma, Nagano, Gifu e Shiga.
Lo sviluppo totale era di 136 ri, circa 534 chilometri, 40 più della Tōkaidō, e si snodava in prevalenza su un terreno montuoso attraversando cinque importanti passi e moltissime colline. Buona parte del percorso si trovava ad un'altitudine superiore agli 800 metri, con abbondanti nevicate in inverno, grande caldo in estate e molta umidità nei periodi piovosi autunnali. Nel tratto montano l'unica cittadina che aveva altre strade oltre alla via principale era Kiso Fukushima. Lungo il percorso vi erano 69 villaggi chiamati juku o shuku in cui si trovavano strutture ricettive che fornivano vitto e alloggio, stazioni di posta e in alcuni di questi vi era anche una dogana (sekisho), dove gli ufficiali incaricati dallo shōgun ispezionavano che non venissero portate armi a Edo o che non venissero portati fuori i parenti dei daimyō. Come le altre cinque strade Gokaidō, questi ufficiali facevano capo a due ufficiali di grado superiore (kaido bugyo), dei quali uno era il capo-ispettore (o-metsuke). Gli alloggi più lussuosi (honjin) erano riservati ai daimyō.
La strada era pavimentata con grosse pietre che non consentivano il passaggio di mezzi con ruote, veniva quindi percorsa a piedi, a cavallo o su una lettiga (kago). La manutenzione era affidata agli abitanti dei villaggi, per i quali il passaggio dei viandanti era fonte di guadagno. Oltre ai daimyō e ai mercanti, molti erano i pellegrini che transitavano sulla Nakasendō e le loro principali mete erano il sacro monte Ontake (御嶽山?, Ontake-san) e il tempio buddhista Zenkō-ji di Nagano. In alcuni casi la strada era un sentiero stretto di montagna che dava su un precipizio; era inoltre soggetta a frane e ad allagamenti che distruggevano i ponti. I ponti provvisori erano delle semplici passerelle composte da qualche asse gettato su torrenti impetuosi. Molti preferivano comunque viaggiare sulla Nakasendō perché rispetto alla Tōkaidō aveva meno fiumi da attraversare.

## Nell'arte
La strada, i paesaggi, i villaggi e le persone che la percorsero sono stati immortalati dal pittore giapponese Utagawa Hiroshige nella serie di stampe in stile ukiyo-e Sessantanove stazioni lungo il Kisokaidō del 1842.  A partire dal 1870 entrarono in commercio in Giappone i risciò trainati a mano (人力車?, jinrikisha), che nel giro di un paio d'anni rimpiazzarono le lettighe e divennero il mezzo di trasporto più diffuso nel Paese, soprattutto perché questo era più economico del trasporto a cavallo. La Nakasendō fu adeguata a questo nuovo mezzo e viaggi in risciò lungo la strada sono riportati nei resoconti di letterati, diplomatici e mercanti occidentali di fine Ottocento, che descrissero le bellezze e le difficoltà incontrate lungo il percorso.

## Nakasendō odierna
Con la fine dello shogunato, la restaurazione Meiji e il conseguente inizio della modernizzazione del Giappone, nella seconda metà del XIX secolo la Nakasendō divenne inadeguata ad accogliere i mezzi su ruote e venne progressivamente e profondamente ristrutturata; alcuni tratti tortuosi sono diventati stradine secondarie e sostituiti da moderne arterie stradali e ferroviarie complete di tunnel sotto le montagne e larghi ponti. Strade statali, autostrade e ferrovie passano lontane dai centri dei villaggi, molti dei quali sono diventati moderne cittadine che conservano solo alcuni degli edifici storici della Nakasendō, ormai quasi totalmente asfaltata.
Alcuni villaggi nella valle del Kiso hanno invece mantenuto le caratteristiche del passato e anche se parte della vecchia strada è stata asfaltata, conservano il fascino e l'ambiente tipico dei villaggi medievali. Tra questi vi sono Narai-juku, Tsumago-juku e Magome-juku, oggi assorbiti rispettivamente dalle municipalità di Nagiso, Shiojiri e Nakatsugawa. Questi villaggi sono lontani dai centri cittadini ed immersi nella natura circostante; le loro architetture in legno vengono ricostruite nello stesso stile di quelle originali e richiamano un gran numero di turisti. In particolare, Tsumago-juku e Magome-juku distano circa 8 chilometri e sia la strada che li collega che gli edifici ai suoi lati sono stati rifatti come gli originali, circondati da una fitta foresta e bellezze naturali.